# Lista procesorów AMD
Ten artykuł przedstawia listę procesorów firmy AMD, uporządkowaną według rodziny.

## Oryginalne architektury AMD

### Seria Am2900 (1975)
- Am2901
- Am2902
- Am2903
- Am2904
- Am2905
- Am2906
- Am29987–95)

- AMD 29000, często nazywany 29K (1987)
- AMD 29027 FPU
- AMD 29030
- AMD 29040
- AMD 29050 z jednoukładowym FPU (1990)
- AMD 292xx

## Architekturax86

### Produkty drugiego źródła (1979–86)
(produkowane jako źródło na podstawie umowy z firmą Intel)
- 8086
- 8088
- 80286

### Seria Amx86 (1986–95)
- Am286
- Am386 (1991)
- Am486 (1993)
  - Am5x86 (1995)

### Seria K5 (1995)
- AMD K5 (SSA5/5k86)

### Seria K6 (1997–2001)
- AMD K6 (NX686/Little Foot) (1997) K6-P
- AMD K6-2 (Chompers/CXT)
  - AMD K6-2-P (Mobile K6-2)
- AMD K6-III (Sharptooth)
  - AMD K6-III-P
- AMD K6-2+
- AMD K6-III+

### Seria K7 (1999–2005)
- Athlon (Slot A) (Pluto/Argon/Orion/Thunderbird) (1999)
- Athlon (Socket A) (Thunderbird) (2000)
- Duron (Slot A) (Spitfire/Morgan/Appaloosa/Applebred) (2000)
- Athlon MP (2001) (Palomino/Thoroughbred/Thorton) (2001)
- Mobile Athlon 4 (Corvette/Mobile Palomino) (2001)
- Athlon XP (Palomino/Thoroughbred (A/B)/Barton/Thorton) (2001)
- Mobile Athlon XP (Mobile Palomino) (2002)
- Mobile Duron (Camaro/Mobile Morgan) (2002)
- Sempron (Thorton/Barton) (2004)
- Mobile Sempron

## Architekturax86-64

### Seria K8(2003–2007)
- Opteron (SledgeHammer) (2003)
- Athlon 64 FX (SledgeHammer) (2003)
- Athlon 64 (ClawHammer/Newcastle) (2003)
- Mobile Athlon 64 (Newcastle) (2004)
- Athlon XP-M (Dublin) (2004) AMD64 wyłączone
- Sempron (Paris) (2004) AMD64 wyłączone
- Athlon 64 (Winchester) (2004)
- Turion 64 (Lancaster) (2005)
- Athlon 64 FX (San Diego)
- Athlon 64 (San Diego/Venice)
- Sempron (Palermo)
- Athlon 64 X2 (Manchester)
- Athlon 64 X2 (Toledo)
- Athlon 64 FX (Toledo) (2005)
- Turion 64 X2 (Tyler) (2006)
- Athlon 64 X2 (Windsor) (2006)
- Athlon 64 FX (Windsor) (2006)
- Athlon 64 (Orleans) (2006)
- Sempron (Manila) (2006)
- Opteron (Santa Clara)
- Opteron (Santa Ana)
- Athlon 64 X2 (Brisbane) (2007)
- Athlon 64 (Lima) (2007)
- Athlon X2 (Brisbane) (2007)
- Sempron (Sparta) (2007)

### Seria K10(2007–2009)
- Phenom FX (Agena FX) (Q4 2007)
- Phenom X4 (Agena) (Q4 2007)
- Phenom X3 (Toliman) (2008)
- Athlon X2 (Kuma) (2008)
- Sempron (Spica)
- Opteron (Barcelona) (10 września 2007)
- Opteron (Budapest)

### Seria K10.5(2009–)
- Sempron (Sargas)
- Athlon II X2 (Regor) (2009)
- Athlon II X3 (Rana) (Q2 2009)
- Athlon II X4 (Propus) (Q2 2009)
- Phenom II X2 (Callisto)
- Phenom II X3 (Heka) (Q1 2009)
- Phenom II X4 (Deneb) (Q1 2009)
- Phenom II X4 (Zosma) (Q2 2010)
- Phenom II X6 (Thuban) (Q2 2010)
- Opteron (Shanghai)
- Opteron (Istanbul)
- Opteron (Suzuka) (2009)
- Brazos (Bobcat) (2011)
- Fusion (Llano) (rdzenie K10 połączone z kartą graficzną Radeon)

### MikroarchitekturaBulldozer(2011–)
- FX (Zambezi, Bulldozer)
- Opteron (Sandtiger, Bulldozer)
- Opteron (Valencia, Bulldozer)
- Opteron (Interlagos, Bulldozer)
- Fusion (Trinity, Piledriver)
- FX (Vishera, Piledriver)

### MikroarchitekturaZen(2017–)
- Ryzen (Summit Ridge, Raven Ridge, Pinnacle Ridge, Picasso, Matisse, Renoir, Vermeer, Cezanne)
- Ryzen Threadripper (Whitehaven, Colfax, Castle Peak)
- Athlon (Raven Ridge, Picasso)
- Epyc (Naples, Rome, Milan)

## Szczegółowe listy procesorów
- Lista procesorów Athlon
- Lista procesorów AMD Athlon XP
- Lista procesorów AMD Athlon 64
- Lista procesorów AMD Athlon 64 X2
- Lista procesorów AMD Athlon X2
- Lista procesorów AMD Athlon X3
- Lista procesorów AMD Athlon X4
- Lista procesorów AMD Athlon II
- Lista procesorów AMD Duron
- Lista procesorów AMD Opteron
- Lista procesorów AMD Sempron
- Lista procesorów AMD Phenom i Phenom II
- Lista procesorów AMD FX
- Lista procesorów AMD Ryzen
- Lista procesorów AMD Athlon